# Buková u Příbramě (zámek)
Buková u Příbramě je zámek ve stejnojmenné vesnici v okrese Příbram ve Středočeském kraji. Založen byl po polovině osmnáctého století. V jeho držení se vystřídala řada majitelů a ve druhé polovině dvacátého století v zámecké budově sídlil domov důchodců. Zámecký areál je chráněn jako kulturní památka.

## Historie
Buková ve čtrnáctém století tvořila část pičínského statku Bavorů ze Strakonic. Později byla samostatným šlechtickým statkem, v jehož držení se vystřídala řada drobných zemanů. Ti nejspíše sídlili na tvrzi, jejíž přestavbou vznikl po polovině osmnáctého století barokní zámek, který navrhl architekt z okruhu Jakuba Augustona.
V letech 1515–1705 vesnici vlastnili Bechyňové z Lažan, které vystřídali Boryňové ze Lhoty. Byli jimi Vilém a po něm Kašpar, jehož manželka Barbora, rozená Enisová z Atteru, majetek v roce 1779 přenechala svému synovi Josefovi. V letech 1809–1810 zámek patřil princezně z rodu Hohenzollern-Hechingenů, poté mezi lety 1810 a 1813 hraběti Ferdinandovi z Wartenslebenu. Po něm se majiteli stali pražský velkoobchodník Zikmund Goldstein s manželkou, po níž zámek získali v roce 1845 Colloredo-Mansfeldové z Dobříše. Ve druhé polovině dvacátého století zámek sloužil jako domov důchodců.

## Stavební podoba
Jednopatrový trojkřídlý zámek má mansardovou střechu a fasády zdobené nárožními rustikami. Zahradní průčelí je zdůrazněno trojosým středovým rizalitem s trojúhelníkovým římsovím, nad kterým je pavilonová nástavba s odstupňovaným polookrouhlým štítem. V rizalitu se nachází segmentem zaklenutý vstupní portál, na jehož klenáku je kartuše s erbem Enisů. Po stranách vjezdu jsou čtyřlaloková okna. Přízemní prostory mají stropy zaklenuté valenými klenbami s lunetami. Emanuel Poche uvádí i klenby plackové.
Zámecký areál leží na severozápadním okraji vesnice. Kromě samotného zámku se skládal z parku a hospodářského dvora, ale většina pozdně barokních a klasicistních budov v něm buď zanikla, nebo byla razantně přestavěna, a není památkově chráněna.